# Liste des monuments historiques protégés en 2025
Cet article recense les immeubles protégés au titre des monuments historiques en 2025, en France.

## Protections
Note : liste non encore exhaustive.
| Édifice                           | Commune       | Département      | Région Collectivité        | Protection | Autre protection | Base Mérimée         | Coordonnées                 | Image |
| --------------------------------- | ------------- | ---------------- | -------------------------- | ---------- | ---------------- | -------------------- | --------------------------- | ----- |
| Bastide dite « Château Valmante » | Marseille     | Bouches-du-Rhône | Provence-Alpes-Côte d'Azur | Classé     | Inscrit (2022)   | Notice no PA13000104 | 43° 14′ 50″ N, 5° 24′ 53″ E |       |
| Bains Pompéiens                   | Deauville     | Calvados         | Normandie                  | Classé     | Inscrit (2019)   | Notice no PA14000112 | 49° 21′ 42″ N, 0° 04′ 05″ E |       |
| Tour de Fundali                   | Luri          | Haute-Corse      | Corse                      | Inscrit    |                  | Notice no PA2B000049 | 42° 54′ 15″ N, 9° 22′ 59″ E |       |
| Théâtre Opéra Comédie             | Montpellier   | Hérault          | Occitanie                  | Classé     | Inscrit (2020)   | Notice no PA34000131 | 43° 36′ 28″ N, 3° 52′ 44″ E |       |
| Palais des spectacles (d)         | Saint-Étienne | Loire            | Saint-Étienne              | Inscrit    |                  | Notice no PA42000059 | 45° 27′ 04″ N, 4° 23′ 34″ E |       |

## Radiations
Les protections des édifices suivants sont abrogées en 2025. Ces radiations concernent essentiellement des édifices détruits.
| Édifice | Commune | Département | Région | Protection | Base Mérimée | Coordonnées | Image |
| ------- | ------- | ----------- | ------ | ---------- | ------------ | ----------- | ----- |